# Esterhuysenia
Esterhuysenia is een geslacht uit de ijskruidfamilie (Aizoaceae). De soorten uit het geslacht komen voor in het zuidwesten van de Kaapprovincie in Zuid-Afrika.

## Soorten
- Esterhuysenia alpina L.Bolus
- Esterhuysenia drepanophylla (Schltr. & A.Berger) H.E.K.Hartmann
- Esterhuysenia inclaudens (L.Bolus) H.E.K.Hartmann
- Esterhuysenia knysnana (L.Bolus) van Jaarsv.
- Esterhuysenia mucronata (L.Bolus) Klak
- Esterhuysenia stokoei (L.Bolus) H.E.K.Hartmann

... · 
Antimima · 
Argyroderma · 
Carpobrotus · 
Disphyma · 
Dorotheanthus · 
Gibbaeum · 
Lapidaria · 
Lithops · 
Mesembryanthemum · 
Sceletium · 
Tetragonia · 
...